# 24 февраля
24 февраля — 55-й день года  по григорианскому календарю.
До конца года остаётся 310 дней (311 дней в високосные годы).
До 15 октября 1582 года — 24 февраля по юлианскому календарю, с 15 октября 1582 года — 24 февраля по григорианскому календарю.
В XX и XXI веках соответствует 11 февраля по юлианскому календарю.

## Праздники и памятные дни

### Национальные
- Иран — День инженера.
- Мексика — День флага.
- Эстония — День независимости.

### Религиозные

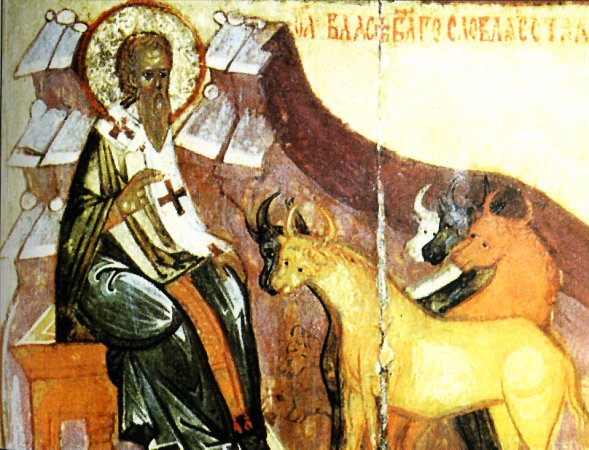
Святой Власий (икона, XV век)

#### Католицизм
- Память Модеста, епископа Трира;
- память Этельберта Кентского;
- память Сергия Каппадокийского[англ.].

#### Православие[2]
- Память преподобного Димитрия Прилуцкого, Вологодского (1392);
- память священномученика Власия, епископа Севастийского, и с ним двух отроков и 7 жён (ок. 316);
- память праведной Феодоры, царицы Греческой, восстановившей почитание святых икон (ок. 867);
- память благоверного князя Всеволода, во святом Крещении Гавриила, Псковского (1138);
- память мученика Георгия Нового, Софийского (1515).

### Именины
- Католические: Модест, Сергей, Этельберт.
- Православные: Власий, Всеволод, Георгий, Дмитрий, Захария, Порфирий, Феодора

## События

### До XX века

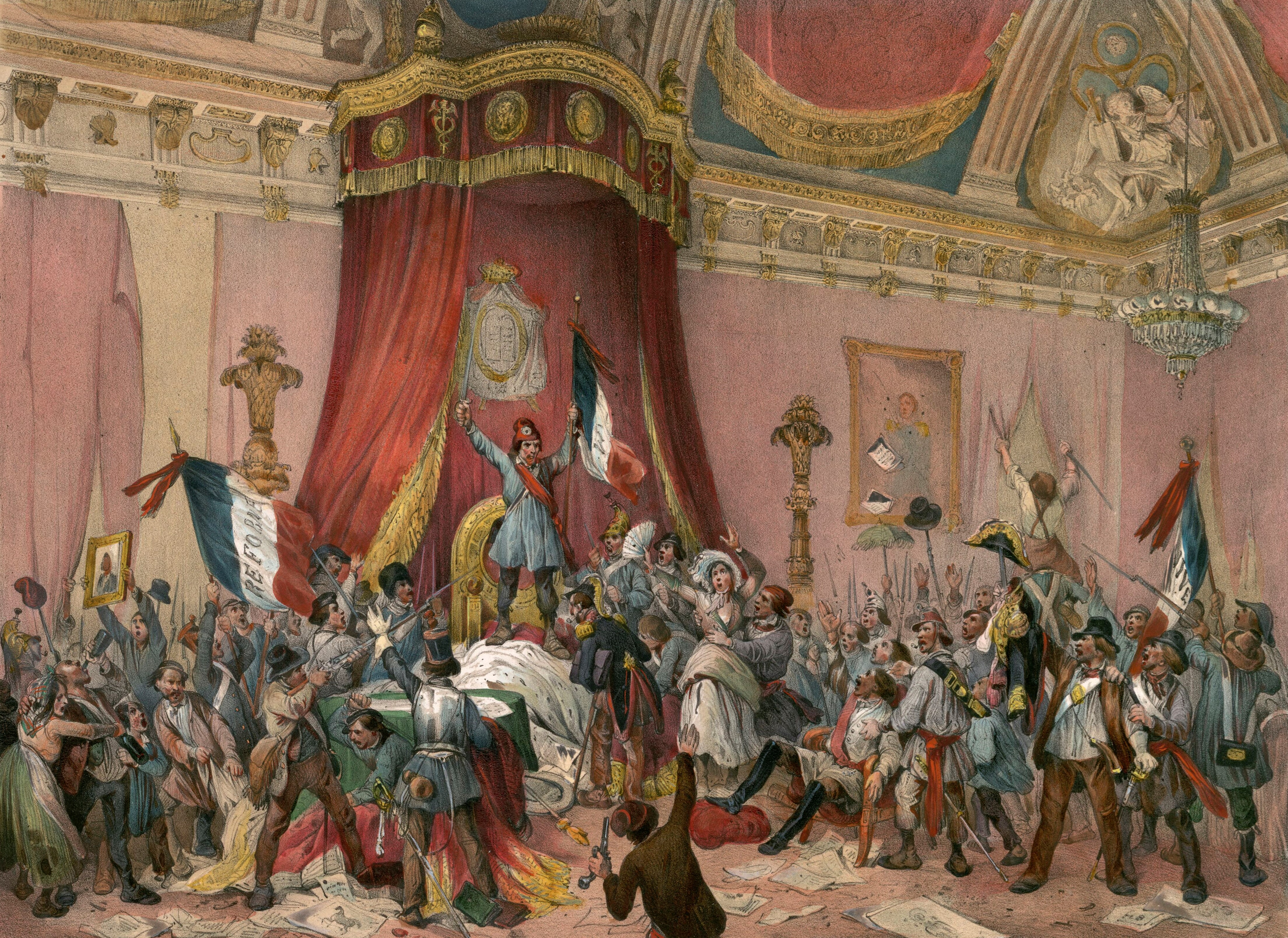
Народ в тронной зале Тюильрийского дворца во Франции 24 февраля 1848 г.

- 1466 — в Брюгге (Бельгия) состоялась первая из известных лотерей, организатором которой была вдова фламандского живописца Яна ван Эйка.
- 1525 — произошла Битва при Павии, между французскими и испанско-имперскими войсками, решившая исход Итальянской войны 1521—1526 годов, в которой французский король Франциск I был взят в плен Хуаном де Урбьетой, солдатом из Бискайи, из армии Карла V.
- 1582 — Папа Григорий XIII своей буллой Inter gravissimas объявил о реформировании летосчисления и введении Григорианского календаря, использующегося сегодня в большинстве стран планеты.
- 1607 — премьерное представление «Орфея», одной из первых опер.
- 1768 — по договору России и Речи Посполитой на территории Речи Посполитой уравнены в правах католики, православные и протестанты.
- 1821 — Будущий император Мексики Агустин де Итурбиде провозгласил План Игуала.
- 1852 — писатель Николай Гоголь сжёг второй том своей поэмы «Мёртвые души».
- 1881 — между Россией и Китаем подписан Петербургский договор об Илийском крае и торговле в Монголии и Западном Китае.

### XX век
- 1902 — в Великобритании доктор Ланчестер запатентовал проект дискового тормоза.
- 1910 — в Швеции основан футбольный клуб «Мальмё».
- 1918 — Комитетом Спасения была провозглашена независимость Эстонии.
- 1920 — в мюнхенской пивной Хофбройхаус состоялась официальная презентация 25-ти пунктов программы НСДАП, в которую 20 февраля 1920 была переименована Немецкая рабочая партия.
- 1938 — компания Oral-B выпустила первую в мире зубную щётку с нейлоновым волокном вместо натуральной щетины.
- 1942 — первый выход в радиоэфир радиостанции «Голос Америки»
- 1942 — в Чёрном море потоплен корабль с еврейскими беженцами.
- 1953 — в Англии амнистированы 14 тысяч дезертиров второй мировой войны[3].
- 1955 — в Багдаде заключён договор (Багдадский пакт) между Ираком и Турцией, к которому затем присоединились Великобритания, Иран и Пакистан.
- 1961 — в Париже состоялось торжественное открытие аэропорта Орли, в котором участвовал тогдашний президент Франции Шарль де Голль.
- 1971 — первая публичная мирная акция евреев-«отказников» с требованием выезда из СССР.
- 1972 — Авария на советской атомной субмарине К-19.
- 1973
  - В телеэфир впервые вышла передача «Очевидное — невероятное»;
  - Катастрофа Ил-18 под Ленинабадом, 79 погибших.
- 1976 — в Москве открылся XXV съезд Коммунисти́ческой па́ртии Сове́тского Сою́за.
- 1985 — состоялись предпоследние выборы в Верховные Советы союзных и автономных республик, а также в местные Советы народных депутатов.
- 1989 — над Тихим океаном у самолёта Boeing 747-122 компании United Airlines в полёте открылась дверь грузового отсека, погибли 9 из 355 человек, находившихся на борту. Пилоты смогли совершить благополучную посадку.
- 1991 — война в Персидском заливе: многонациональные силы начали наземное наступление в Ираке и Кувейте.
- 1994 — катастрофа Ан-12 в Нальчике. Погибли 13 человек — крупнейшая авиакатастрофа в Кабардино-Балкарии.
- 1999 — Катастрофа Ту-154 под Вэньчжоу, 61 погибший. После этой катастрофы эксплуатация Ту-154 в Китае была прекращена.

### XXI век
- 2004 — Виталий Калоев убил авиадиспетчера Питера Нильсена, которого считал виновным в авиакатастрофе над Боденским озером.
- 2015 — массовое убийство в Угерски-Броде.
- 2016 — катастрофа DHC-6 под Даной, погибли 23 человека.
- 2019 — угон Boeing 737 в Бангладеш[англ.].
- 2022 — утром началось вторжение России на Украину. Президент Украины Владимир Зеленский объявил военное положение и мобилизацию в стране. Владимир Путин выступил с обращением.

## Родились

### До XVIII века
- 1103 — Император Тоба (ум. 1156), 74-й Император Японии (1107—1123), синтоистское божество.
- 1463 — Джованни Пико делла Мирандола (ум. 1494), итальянский мыслитель эпохи Возрождения.
- 1500 — Карл V (ум. 1558), император Священной Римской империи (1530—1558). Карл V

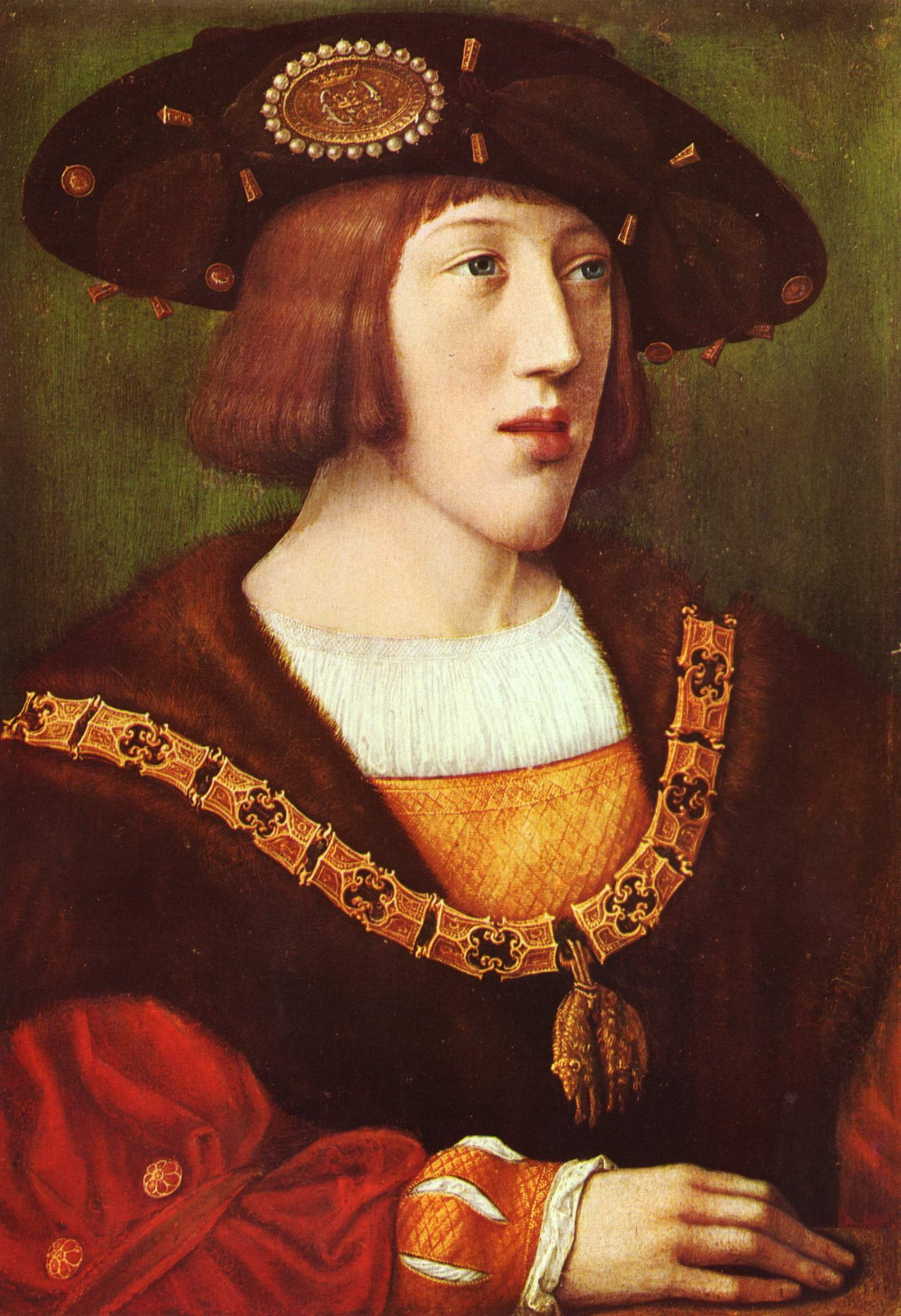
Карл V

- 1503 — Йоханнес Гроппер (ум. 1559), немецкий католический богослов и церковный политик.
- 1515 — Иоганн Вейер (ум. 1588), голландский врач и оккультист.
- 1536 — Климент VIII (в миру Ипполито Альдобрандини; ум. 1605), 231-й Папа Римский (1592—1605).
- 1557 — Матиас (ум. 1619), император Священной Римской империи (1612—1619).
- 1595 — Матей Казимир Сарбевский (или Сарбевий; ум. 1640), литовско-польский латиноязычный поэт.
- 1597 — Венсан Вуатюр (ум. 1648), французский поэт, представитель литературы барокко.
- 1619 — Шарль Лебрен (ум. 1690), французский художник и теоретик искусства.

### XVIII век
- 1707 — Свен Ла́гербринг (ум. 1787), шведский историк.
- 1709 — Жак де Вокансон (ум. 1782), французский механик и изобретатель.
- 1743 — Джозеф Бэнкс (ум. 1820), английский натуралист, ботаник, баронет, президент Королевского общества (1778—1820), рыцарь Большого креста ордена Бани.
- 1744 или 1745[4] — Фёдор Ушаков (ум. 1817), прославленный русский флотоводец, адмирал, командующий Черноморским флотом.
- 1767 — Буддха Лоетла Нафалай, Рама II (ум. 1824), второй монарх династии Чакри (1809—1824), поэт и художник.
- 1786 — Вильгельм Гримм (ум. 1859), немецкий филолог, собиратель фольклора, брат Якоба Гримма.
- 1779 — Матия Ахацел (ум. 1845), каринтийский словенский филолог, публицист, фольклорист.
- 1791 — Свейнбъёрн Эгилссон (ум. 1852), исландский богослов, педагог, переводчик и поэт, классик.

### XIX век
- 1802 — Фёдор Иноземцев (ум. 1869), хирург, первым в России применивший наркоз во время операции.
- 1804
  - Шарль де Бернар (ум. 1850), французский писатель-романист.
  - Эмилий Ленц (ум. 1865), российский физик, один из основоположников электротехники.
- 1831 — Альберт Шеффле (ум. 1903), немецкий и австрийский экономист и социолог.
- 1836 — Уинслоу Хомер (ум. 1910), художник и график, один из основоположников американской реалистической живописи.
- 1842 — Арриго Бойто (ум. 1918), итальянский композитор и поэт.
- 1843 — Елизавета Бём (ум. 1914), русская художница и иллюстратор.
- 1849 — Иван Боргман (ум. 1914), русский физик, профессор.
- 1851 — Герман Пааше (ум. 1925), немецкий экономист, статистик и политик, профессор и депутат.
- 1852 — Джордж Огастос Мур (ум. 1933), ирландский поэт, прозаик, драматург и критик.
- 1863
  - Умберто Каньи (ум. 1932), полярный исследователь и адмирал королевского итальянского флота.
  - Порфирий Молчанов (ум. 1945), украинский и советский композитор и педагог.
- 1866 — Хуберт Ван Иннис (ум. 1961), бельгийский стрелок из лука, 6-кратный олимпийский чемпион
- 1872 — Джон Джарвис (ум. 1933), британский пловец, двукратный олимпийский чемпион (1900).
- 1875
  - Александр Гадд (ум. 1960), русский контр-адмирал.
  - Владимир Пикок (ум. 1943), российский и советский артист оперы, тенор.
  - Константин Хирль (ум. 1955), один из крупнейших деятелей нацистской Германии, рейхсарбайтсфюрер.
  - Максимилиан фон Шенкендорф (ум. 1943), немецкий генерал, участник Первой и Второй мировых войн.
- 1880 — Николай Массалитинов (ум. 1961), русский и болгарский театральный деятель, актёр, режиссёр, педагог.
- 1885
  - Станислав Виткевич (покончил с собой в 1939), польский писатель, художник и философ.
  - Честер Уильям Нимиц (ум. 1966), адмирал флота США.
- 1887 — Бора Костич (ум. 1963), югославский шахматист, международный гроссмейстер.
- 1889 — Алексей Дикий (ум. 1955), актёр театра и кино, театральный режиссёр, педагог, народный артист СССР.
- 1892 — Константин Федин (ум. 1977), русский советский писатель, журналист, академик АН СССР.
- 1895 — Всеволод Иванов (ум. 1963), русский советский писатель, драматург, журналист, военный корреспондент.
- 1899
  - Лев Брандт (ум. 1943), советский спортсмен и тренер (хоккей с мячом), многократный чемпион СССР.
  - Юхан Грёттумсбротен (ум. 1983), норвежский лыжник и двоеборец, трёхкратный олимпийский чемпион
  - Михаил Громов (ум. 1985), советский лётчик, спортсмен, профессор, Герой Советского Союза.
  - Гельмут Колле (ум. 1931), немецкий и французский художник-экспрессионист.
  - Жак Прессер (ум. 1970), нидерландский историк и писатель.
- 1900 — Дитмар Розенталь (ум. 1994), советский и российский лингвист.

### XX век
- 1903 — Владимир Бартол (ум. 1967), словенский и югославский писатель, драматург.
- 1904 — Валентина Сперантова (ум. 1978), актриса театра и кино, народная артистка СССР.
- 1906 — Лев Седов (ум. 1938), революционер, издатель, старший сын Льва Троцкого.
- 1911 — Влодзимеж Речек (ум. 2004), польский спортивный и политический деятель, деятель международного олимпийского движения.
- 1913
  - Эммануил Казакевич (ум. 1962), русский и еврейский советский писатель.
  - Ричард М. Гудвин[англ.] (ум. 1996), американский математик и экономист.
- 1917 — Татьяна Яблонская (ум. 2005), украинская художница, народный художник СССР.
- 1921 — Эйб Вигода (ум. 2016), американский актёр театра и кино («Крёстный отец» и др.).
- 1922 
  - Ирина Велембовская (ум. 1990), советская писательница и сценаристка.
  - Феликс Вердер (ум. 2012), австралийский классический композитор.
- 1923
  - Морис Гаррель (ум. 2011), французский актёр театра и кино.
  - Галли Матросова (ум. 2020), советская российская альтистка, заслуженная артистка РСФСР.
  - Минору Ода (ум. 2001), японский астрофизик, один из основателей космических исследований в Японии.
  - Дэвид Сойер (ум. 2010), американский виолончелист.
- 1927 — Эмманюэль Рива (ум. 2017), французская актриса.
- 1929 — Здзислав Бексиньский (ум. 2005), польский художник и фотограф.
- 1930 — Григорий Чапкис (ум. 2021), советский и украинский танцор и хореограф, народный артист Украины.
- 1931
  - Аркадий Бочкарёв (ум. 1988), советский баскетболист, серебряный призёр Олимпийских игр (1956).
  - Доминик Кьянезе, американский актёр.
- 1932
  - Майя Кристалинская (ум. 1985), эстрадная певица, заслуженная артистка РСФСР.
  - Мишель Легран (ум. 2019), французский композитор, пианист, дирижёр, лауреат «Оскара», «Грэмми» и «Золотого глобуса».
- 1938 — Александр  Капица, советский и российский продюсер (Улицы разбитых фонарей).
- 1938 — Фил Найт, сооснователь и президент Nike.
- 1940 — Денис Лоу (ум. 2025), шотландский футболист, один из лучших игроков в истории британского футбола, обладатель «Золотого мяча» (1964).
- 1944
  - Ивица Рачан (ум. 2007), хорватский государственный и политический деятель, премьер-министр Хорватии (2000—2003).
  - Ники Хопкинс (ум. 1994), британский рок-музыкант, клавишник и певец.
- 1946 — Григорий Маргулис, советско-американский математик.
- 1947
  - Елена Соловей, актриса театра, кино и дубляжа, народная артистка РСФСР.
  - Владимир Чекасин, российский саксофонист, кларнетист, аранжировщик, руководитель ансамблей и оркестров.
  - Адам Чэн, гонконгский актёр телевидения и кино.
- 1948 — Луис Гальван (ум. 2025), аргентинский футболист, защитник; Чемпион мира (1978).
- 1950 — Ричард Бендлер, американский психолог и писатель. Совместно с Джоном Гриндером создал нейролингвистическое программирование (НЛП).
- 1951 — Лаймдота Страуюма, латвийский государственный и политический деятель, президент министров Латвии (2014—2016).
- 1952 — Владимир Назаров, советский и российский композитор, певец, актёр, кинорежиссёр, педагог.
- 1954
  - Пластик Бертран (наст. имя Роже Аллан Франсуа Журе), бельгийский певец, автор песен, продюсер, издатель, телеведущий.
  - Любовь Успенская, российская и американская певица жанра шансон.
- 1955
  - Стив Джобс (ум. 2011), американский инженер и изобретатель, сооснователь и первый генеральный директор корпорации Apple.
  - Ален Прост, французский автогонщик, 4-кратный чемпион «Формулы-1».
- 1959
  - Александр Белостенный (ум. 2010), советский баскетболист, олимпийский чемпион (1988), чемпион мира и Европы.
  - Владимир Горянский, советский и украинский актёр театра, кино и телевидения, телеведущий, народный артист Украины.
- 1960 — Игорь Пономарёв, советский футболист, олимпийский чемпион (1988).
- 1962 — Мария Зубарева (ум. 1993), советская и российская актриса театра и кино.
- 1963 — Майк Вернон, канадский хоккеист, вратарь, двукратный обладатель Кубка Стэнли.
- 1965 — Ханс-Дитер Флик, немецкий футболист и тренер.
- 1966 — Билли Зейн, американский актёр кино и телевидения, продюсер.
- 1972 — Теодор Курентзис, российско-греческий дирижёр.
- 1973 — Йордан Йовчев, болгарский гимнаст, 4-кратный чемпион мира.
- 1974
  - Дмитрий Морозов, российский дзюдоист.
  - Этери Тутберидзе, российский тренер по фигурному катанию.
- 1976 — Ян Кум, американский программист украинского происхождения, разработчик и основатель мессенджера WhatsApp.
- 1977 — Флойд Мэйвезер, американский боксёр-профессионал.
- 1981
  - Фелипе Балой, панамский футболист.
  - Ллейтон Хьюитт, австралийский теннисист, бывшая первая ракетка мира, победитель 2 турниров Большого шлема в одиночном разряде.
- 1983 — Александр Гудков, российский телеведущий, актёр, сценарист.
- 1991 — Мэдисон Хаббелл, американская фигуристка, выступавшая в танцах на льду, олимпийская чемпионка в командном соревновании (2022), бронзовые призёры Олимпийских игр (2022), чемпионка мира в составе команды США (2019), чемпионка четырёх континентов (2014), многократная чемпионка США.
- 1994 — Джессика Пегула, американская теннисистка, экс-третья ракетка мира.

### XXI век
- 2004 — Полина Денисова, российская актриса.

## Скончались
См. также: Категория:Умершие 24 февраля

### До XIX века

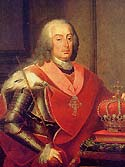
Жозе I

- 616 — Этельберт (р. ок. 552), король Кента (591—616); после смерти канонизирован.
- 1588 — Иоганн Вейер (р. 1515), голландский врач и оккультист.
- 1777 — Жозе I (р. 1714), португальский король (1750—1777).
- 1785 — Карло Буонапарте (р. 1746), корсиканский дворянин, адвокат и политик, отец Наполеона Бонапарта.
- 1795 — святитель Григорий Конисский (р. 1717), епископ Русской церкви, архиепископ, проповедник, дипломат, учёный, педагог, писатель.
- 1799 — Георг Кристоф Лихтенберг (р. 1742), немецкий учёный и публицист, известный своими афоризмами.

### XIX век
- 1810 — Генри Кавендиш (р. 1731), английский физик и химик.
- 1815 — Роберт Фултон (р. 1765), американский инженер и изобретатель, создатель первого парохода.
- 1821 — Мари Анн Колло (р. 1748), французская художница и скульптор, представитель классицизма.
- 1836 — Даниэль Берженьи (р. 1776), венгерский поэт.
- 1850 — Юзеф Бем (р. 1794), польский политический и военный деятель, генерал, участник польского освободительного восстания 1830—1831 гг.
- 1854 — Пётр Муханов (р. 1799), русский литератор, историк, военный, декабрист.
- 1856 — Николай Лобачевский (р. 1792), российский математик, создатель неевклидовой геометрии (геометрии Лобачевского).
- 1872 — Уильям Уэбб Эллис (р. 1806), англичанин, родоначальник игры регби.

### XX век
- 1902 — Сэмюэл Гардинер (р. 1829), английский историк.
- 1925 — Карл Брантинг (р. 1860), шведский политик и государственный деятель, лауреат Нобелевской премии мира (1921).
- 1935 — Николай Филатов (р. 1862), российский и советский военачальник.
- 1947 — Пьер Жане (р. 1859), французский психолог, психиатр, невролог.
- 1962 — Лев Шварц (р. 1898), советский композитор.
- 1971 — Константин Алексеев (р. 1914), лётчик, Герой Советского Союза.
- 1975 — Николай Булганин (р. 1895), советский политический и военный деятель.
- 1979 — Ян Отченашек (р. 1924), чешский писатель-прозаик и сценарист.
- 1983 — Александр Крон (наст. фамилия Крейн; р. 1909), советский писатель и драматург.
- 1989 — Отар Тактакишвили (р. 1924), грузинский советский композитор, дирижёр, общественный деятель.
- 1996 — Алексей Фомкин (р. 1969), советский актёр.
- 1997 — Йон Войку (р. 1923), румынский скрипач-виртуоз, дирижёр.

### XXI век
- 2001 — Клод Шеннон (р. 1916), американский математик и инженер, один из создателей теории информации.
- 2003 — Альберто Сорди (р. 1920), итальянский актёр и кинорежиссёр.
- 2004 — Леонид Губанов (р. 1928), актёр театра и кино, режиссёр театра, мастер художественного слова, народный артист СССР.
- 2005 — Николай Прокопович (р. 1925), советский и российский актёр театра и кино, народный артист РФ.
- 2006 — Октавия Эстель Батлер (р. 1947), американская писательница-фантаст.
- 2011 — Сергей Ковалёв (р. 1919), генеральный конструктор ЦКБ морской техники «Рубин», академик, дважды Герой Социалистического Труда.
- 2012 — Андрей Бенкендорф (р. 1946), советский, российский и украинский кинорежиссёр, сценарист и продюсер.
- 2014 — Гарольд Рамис (р. 1944), американский актёр, кинорежиссёр и сценарист.
- 2020 — Вадим Знаменов (р. 1936), советский и российский историк, гендиректор музея-заповедника «Петергоф» (1974—2008).
- 2024 — Брайан Стэблфорд (р. 1948), британский писатель жанров научной фантастики, кибер- и стимпанка, фэнтези и хоррора; переводчик с французского, литературный и музыкальный критик, литературовед.

## Народный календарь, приметы и фольклор Руси
Власьев день, Велесов день, Коровий праздник, Власий — скотий бог.
- «Скотий бог — сшиби с зимы рог»[5].
- Три утренника до Власия да три после Власия, а седьмой на день Власия[6].
- До Прохора старушка охала, пришёл Прохор да Влас — скоро весна у нас[7].
- Пролил Влас масла на дороги — пора зиме убирать ноги (укр. Пролив Улас олії на дороги — пора зимі вбирати ноги)[8].

## Произведения искусства
- «24 февраля»[нем.] («Der vierundzwanzigste Februar» (нем.)) — одноактная пьеса Ц. Вернера. Пьеса является первым произведением жанра трагедия рока (драма рока[нем.]) и считается образцом этого жанра. В пьесе показаны следствия убийства отца, в результате которых судьба губит не только виновника, но и несколько поколений его потомков[9][10][11].